# Sint-Willibrorduskerk (Kasterlee)
De Sint-Willibrorduskerk is een kerk in de Belgische gemeente Kasterlee.
De oorspronkelijke kerk is in Kempense baksteen uit de 16e eeuw. In 1531 werd de kerk vergroot en de klokkentoren gebouwd. In 1735 was er een grote brand. In 1849 werd de kerk herbouwd in neogotische stijl. In 1850 werd de kerk vergroot en opnieuw ingedeeld. De kerk is 47m hoog.
De kerk is gewijd aan de heilige Willibrordus.

## Interieur
In de kerk staan beelden van verschillende heiligen uit de 16e en 17e eeuw.

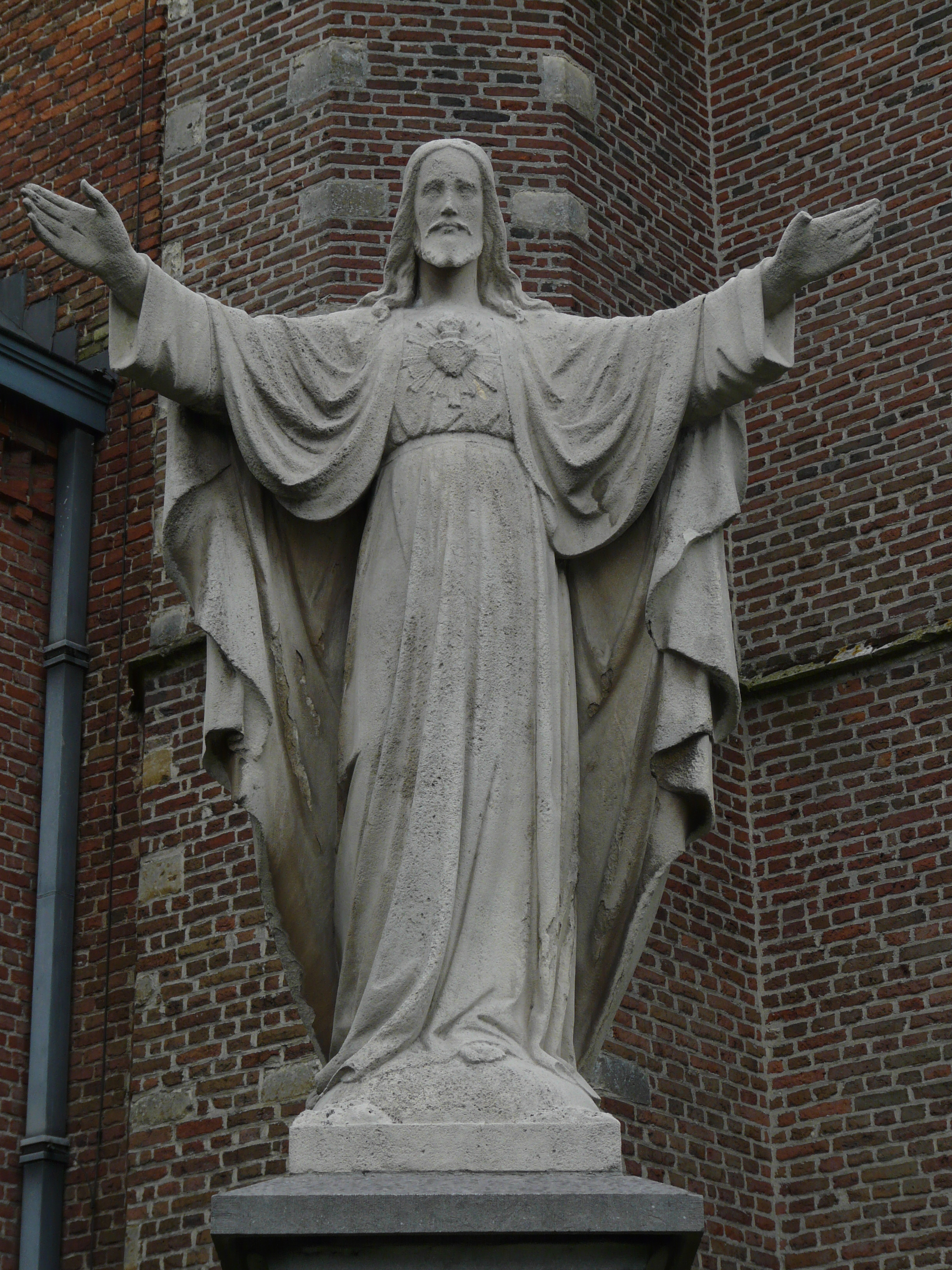
Standbeeld
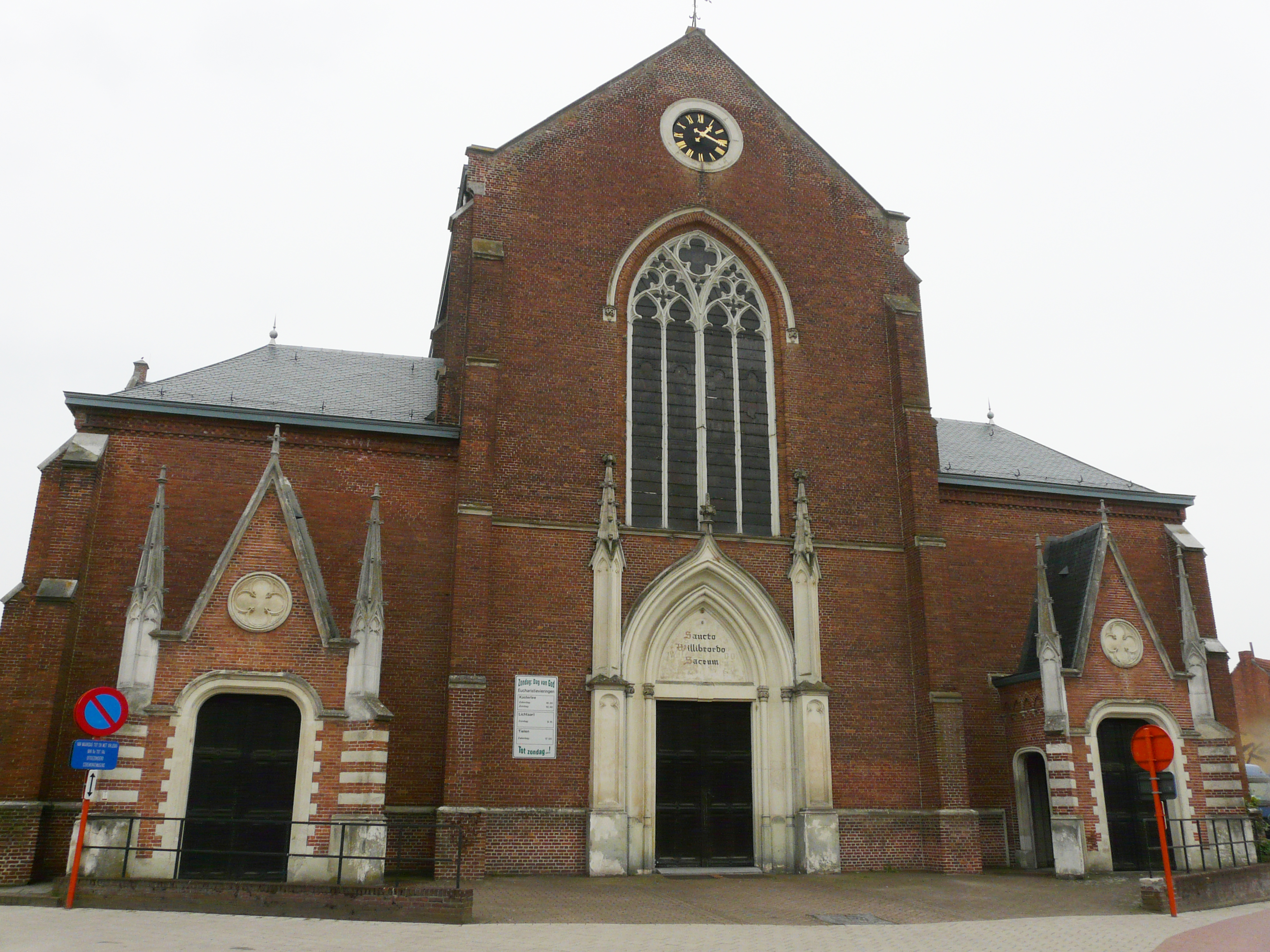
Sint-Willibrorduskerk